# Ulryk Wirtemberski (1340–1388)
Ulryk Wirtemberski (niem. Ulrich von Württemberg, ur. 1340, zm. 23 sierpnia 1388 w Döffingen) – hrabia Wirtembergii.
Ulryk Wirtemberski był synem Eberharda II (1315–1392), który ożenił się w 1342 z Elżbietą Henneberg-Schleusingen (ur. 1315). 
Hrabia ożenił się z Elżbietą Wittelsbach, córką Ludwika IV Bawarskiego (1287–1347), z którą miał syna Eberharda III (1362–1417). Brat Zofii (ur. 1343), księżniczki lotaryńskiej.

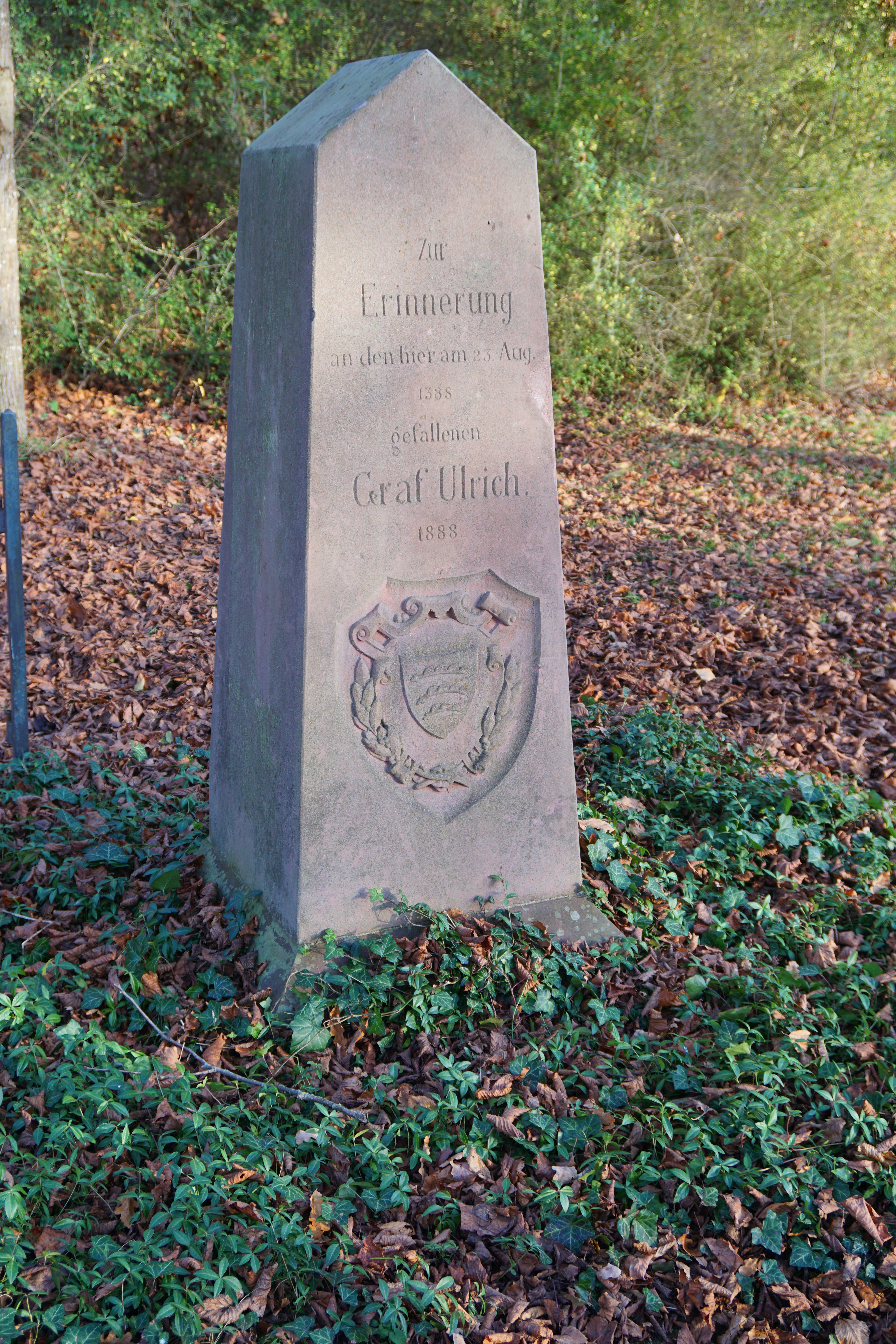
Kamień Ulryka
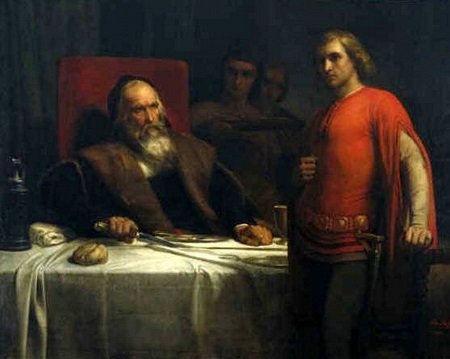
Eberhard II i Ulryk